# Naturschutzgebiet Büchenberg und Platzberg bei Hesperinghausen

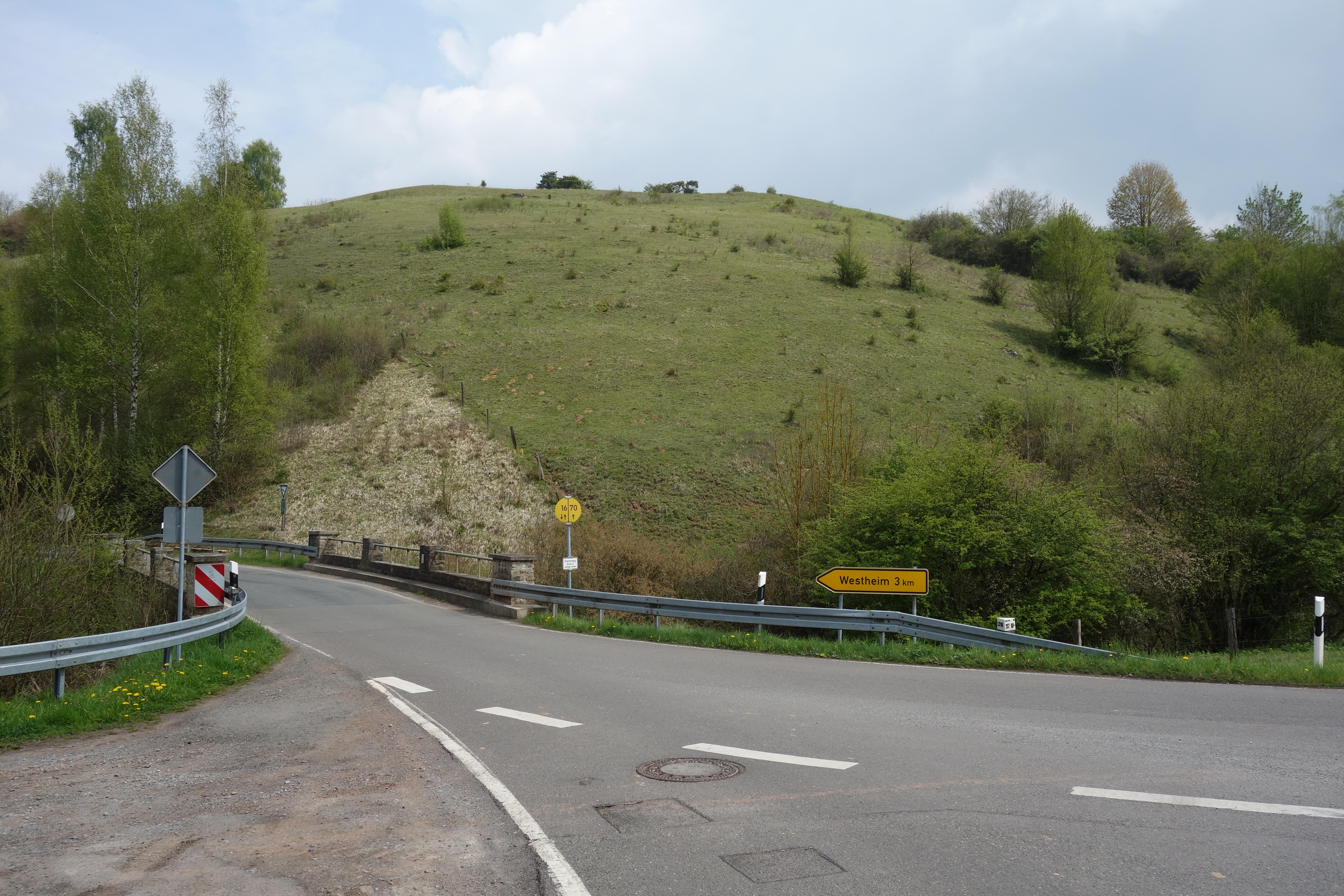
Naturschutzgebiet Büchenberg und Platzberg bei Hesperinghausen mit Magerrasenbereich

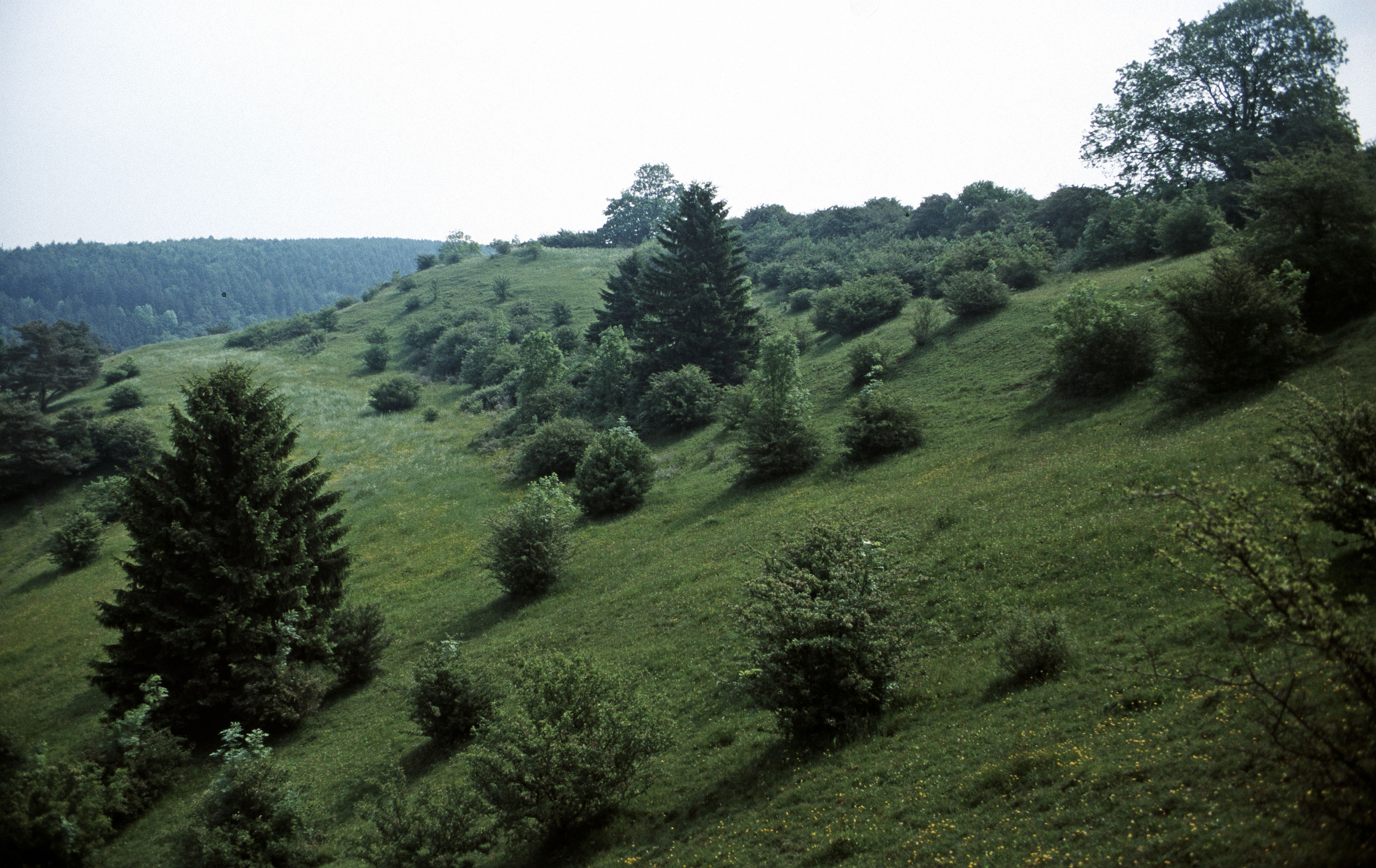
Nordhang zum Diemeltal

Das Naturschutzgebiet Büchenberg und Platzberg bei Hesperinghausen mit einer Größe von 41,8 ha liegt nördlich von Hesperinghausen im Stadtgebiet von Diemelstadt im Kreis Waldeck-Frankenberg. Das Naturschutzgebiet (NSG) wurde 1993 Regierungsbezirk Kassel wegen seiner Bedeutung für die Botanik ausgewiesen. Das NSG ist identisch mit dem FFH-Gebiet Büchenberg und Platzberg bei Hesperinghausen (DE-4519-301). Das NSG besteht aus vier Teilflächen. 1993 wurde die Umgebung des NSG als Landschaftsschutzgebiet Büchenberg und Platzberg bei Hesperinghausen mit 71,69 ha Flächengröße ausgewiesen. Dieses LSG verbindet die vier Teilflächen des NSG. Wobei das LSG aus zwei Teilflächen besteht. Die größere Teilfläche des LSG liegt im Kallental zu beiden Seiten der L 3198.
Das NSG grenzt im Norden direkt an die Landesgrenze von Hessen zu Nordrhein-Westfalen (NRW) und die dortige Landesstraße. Nördlich der Westfläche hinter der Landesgrenze von NRW liegt das Naturschutzgebiet Huxstein.

## Gebietsbeschreibung
Beim NSG handelt es sich um den dortigen Kalkmagerrasen auf den steilen Zechsteinhängen im Diemeltal zwischen Westheim (NRW), Hesperinghausen und Helmighausen. Im NSG gibt es auch Kalkschutthalden, Kalkfelsen mit Felsspaltenvegetation, Kalk-Pionierrasen, Feuchtwiesen und einen Kalk-Quellsumpf.
Das NSG gliedert sich in fünf unterschiedlich exponierte Teilgebiete. Stellenweise sind die Magerrasen im NSG verbuscht und verbracht. Seit den 1980er Jahren wurden Pflegemaßnahmen durch den Verein für Natur- und Vogelschutz im Hochsauerlandkreis durchgeführt. Eine Schäferei aus Marsberg-Udorf beweidet das NSG seit den 1990er Jahren.
Im NSG wurden 25 Tagfalter- und Widderchenarten nachgewiesen, acht dieser Arten befinden sich auf der Roten Liste Hessens sowie drei auf der bundesweiten. Die Vorkommen der Tagfalter und Widderchen im Gebiet sind für den Naturraum von
großer Bedeutung. Die Magerrasenflächen und die darin vorkommenden Gebüsche sind Lebensraum von neun Heuschreckenarten. Mit der Kurzflügeligen Beißschrecke (Metrioptera brachyptera) wurde eine Art der Roten Liste Hessens nachgewiesen. Der Heide-Grashüpfer (Stenobothrus lineatus) ist als Charakterart für beweidete Magerrasen auf den wärmebegünstigten, kurzrasigen Bereiche am Westhang des Huxsteins nachgewiesen.
Im NSG konnten 36 Vogelarten nachgewiesen werden. 19 dieser Arten suchten das NSG zur Nahrungssuche auf. Besonders hervorzuheben sind Nachweise von Uhu, Grauspecht und Neuntöter.

## Flora
Bei dem Kalkmagerrasen handelt es sich pflanzensoziologisch um einen Enzian-Fiederzwenken-Rasen. Die Kalk-Magerrasen im Gebiet gehören pflanzensoziologisch zu den Enzian-Fiederzwenken-Rasen. Sieben Orchideen-Arten wurden im Magerrasen nachgewiesen. Manns-Knabenkraut und Schlüsselblumen sind im NSG optisch prägend. Große Populationen der bundesweit gefährdeten Orchideen-Arten Dreizähniges Knabenkraut und Fliegen-Ragwurz kommen im NSG vor. Vorkommen von Großer Sommerwurz (Orobanche elatior) im Gebiet.

## Tierwelt
Es wurden 68 Schmetterlingsarten, darunter 35 Tagfalterarten, nachgewiesen. Es wurden 10 Heuschreckenarten nachgewiesen. Brutvogelarten im NSG sind Dorngrasmücke, Baumpieper und Neuntöter. Der Uhu und der Grauspecht sind Nahrungsgast im NSG.

## Schutzzweck
Laut Naturschutzgebiets-Ausweisung wurde das Gebiet wegen seiner Bedeutung für die Botanik als Naturschutzgebiet ausgewiesen. Wie bei allen Naturschutzgebieten in Deutschland wurde in der Schutzausweisung darauf hingewiesen, dass das Gebiet „wegen der Seltenheit, besonderen Eigenart und Schönheit des Gebietes“ zum Naturschutzgebiet wurde.